# Shigenori Inoue
Shigenori Inoue (jap. 井上茂徳 Inoue Shigenori; ur. 20 marca 1958 r. w Sadze) – japoński kolarz torowy, brązowy medalista mistrzostw świata.

## Kariera
Największym sukcesem w karierze Shigenori Inoue jest zdobycie brązowego medalu w keirinie podczas mistrzostw świata w Wiedniu w 1987 roku. W wyścigu tym wyprzedzili go jedynie jego rodak Harumi Honda oraz Włoch Claudio Golinelli. Był to jedyny medal wywalczony przez Inoue na międzynarodowej imprezie mistrzowskiej. Nigdy też nie brał udziału w igrzyskach olimpijskich.